# Filippina Elisabetta di Borbone-Orléans
Filippa Elisabetta Carlotta di Orléans (Versailles, 18 dicembre 1714 – Parigi, 21 maggio 1734) fu la figlia di Filippo II di Borbone, duca d'Orléans e della moglie Francesca Maria di Borbone-Francia, la più giovane tra le figlie femmine legittimate di re Luigi XIV e dell'amante, Madame de Montespan. In quanto membro della Casa regnante di Borbone e della Casa d'Orléans, Filippa Elisabetta era una Principessa del Sangue.

## Biografia
Filippa Elisabetta Carlotta d'Orléans nacque al Palazzo di Versailles; era la quinta figlia femmina sopravvissuta dei suoi genitori ed in gioventù era conosciuta come Mademoiselle de Beaujolais. Allevata in un convento assieme alla sorella minore Luisa Diana, crebbe nel periodo della reggenza.
Furono suoi fratelli e sorelle:
- Maria Luisa Elisabetta, duchessa di Berry (20 agosto 1695 – 21 luglio 1719)
- Luisa Adelaide, badessa di Chelles (13 agosto 1698 – 10 febbraio 1743)
- Carlotta Aglae, duchessa consorte di Modena e Reggio (20 ottobre 1700 – 19 gennaio 1761).
- Luigi, duca di Chartres (in seguito Duca d'Orléans) (4 agosto 1703 – 4 febbraio 1752).
- Luisa Elisabetta, regina di Spagna (11 dicembre 1709 – 16 giugno 1742)
- Luisa Diana, principessa di Conti (27 giugno 1716 – 26 settembre 1736).

La nonna paterna, Elisabetta Carlotta del Palatinato, era profondamente affezionata alla nipote e la visitava quasi ogni giorno al Palais-Royal a Parigi. La nonna materna era invece Madame de Montespan, morta nel 1707, sette anni prima della nascita di Filippa.

### Fidanzamento
A partire dal 1715 suo padre fu il governante de facto della Francia, come reggente per il piccolo re Luigi XV; nel 1718 scoppiò la Guerra della Quadruplice Alleanza tra Francia e Spagna. Nel 1720 re Filippo V di Spagna manifestò la propria intenzione di riappacificarsi con la potenza nemica e propose un triplo matrimonio: la sua figlia di tre anni, l'infanta Marianna Vittoria, avrebbe sposato il quindicenne Luigi XV, mentre il suo figlio ed erede, l'infante Luigi, avrebbe sposato una delle figlie del Reggente, e così pure avrebbe fatto l'infante Carlo.
Fu quindi stabilito che Filippa Elisabetta avrebbe sposato l'infante Carlo, il più giovane tra i figli di Filippo V; nel 1721 la sorella dodicenne di Filippa, Luisa Elisabetta, raggiunse Madrid.
Il futuro marito di Filippa Elisabetta era destinato a diventare il governante della Toscana, dal momento che il fratellastro Luigi era l'erede al trono di Spagna, essendo il figlio primogenito del Re. La dote, simile a quella della sorella divenuta Principessa delle Asturie, fu stabilita in 400 000 écu dati dal Re di Francia (a cui aggiunse numerosi altri doni), 40 000 dal padre di lei e 50 000 in gioielli donati dal Re di Spagna. Il Reggente ed il Duca di Chartres, rispettivamente suo padre e suo fratello, viaggiarono con Filippa Elisabetta fino a Bourg-la-Reine, come avevano fatto in precedenza con la sorella Luisa Elisabetta l'anno precedente; viaggiò con lei anche il fratellastro Charles de Saint-Albin.
Ella giunse a poi a Buitrago, ad un giorno di viaggio da Madrid, e qui incontrò la famiglia reale spagnola, tra cui il re Filippo V, la regina Isabella, il Principe delle Asturie con la moglie (sorella di Filippa) ed il suo promesso sposo, l'infante Carlo. La regina Isabella, nata principessa  di Parma e Piacenza e ultima erede della famiglia Farnese, in seguito, scrisse a Filippo II d'Orléans ed alla moglie:
Alla Duchessa d'Orléans scrisse poi:
La relazione con la sorella, che non era mai stata buona, si guastò ulteriormente a causa del fatto che la giovane Filippa riuscì a guadagnarsi le attenzioni della corte spagnola per la sua bellezza ed intelligenza, cosa che non era invece mai accaduta all'arrivo di Luisa Elisabetta. Il fidanzamento di Filippa Elisabetta con l'Infante venne in seguito annullato, cosicché essa e la sorella, rimasta vedova, vennero richiamate in Francia nel 1728; la partenza della principessina d'Orléans venne salutata con tristezza, a differenza di quanto non era avvenuto con la sorella, che non era mai stata popolare a corte. Filippa e Luisa arrivarono alla frontiera francese nei pressi di Saint-Jean-Pied-de-Port e poi proseguirono oltre, ma le due ragazze non poterono entrare nella città di Bayonne perché il loro cugino Luigi Enrico, duca di Borbone e primo ministro di Francia, non era riuscito ad inviare ordini per procurare un alloggio sicuro alle giovani cugine. Francesca Maria, loro madre, fu quindi obbligata a provvedere di fornir loro delle stanze nel castello di Vincennes, dove arrivarono in giugno.
Quando il precedente fidanzato divenne Duca di Parma nel 1731, le speranze di Filippa Elisabetta e della madre si ravvivarono, sperando che il matrimonio fosse comunque ancora possibile. Francesca Maria prese quindi contatti con il Marchese di Bissy, l'ambasciatore francese a Parma, e ne ottenne informazioni incoraggianti: Carlo si era infatti mantenuto fedele alla fidanzata e aveva fatto tesoro di un anello che gli aveva donato Filippa. Con l'incoraggiamento dell'ormai Duchessa Madre d'Orléans, il diplomatico andò a parlare con Carlo e gli chiese cosa pensava a proposito della possibilità di ricreare la coppia di un tempo. Il nuovo Duca Regnante affermò che era intenzionato ancora a sposare Filippa e quindi diede ordini al premier parmense di utilizzare qualunque misura per assicurarsi la mano dell'amata; quest'ultimo disse però che egli non avrebbe potuto acconsentire ad aiutare il sovrano finché non avesse visto che sul fronte spagnolo non vi erano ostilità.
Nel 1733 lo scoppiò della guerra di successione polacca causò un cambiamento delle relazioni internazionali e, in seguito, portò Carlo di Borbone-Spagna a diventare Re delle Due Sicilie. Nonostante questo, Filippa Elisabetta non vide il giorno in cui il suo fidanzato divenne Re; mentre risiedeva nel tranquillo castello di Bagnolet a Parigi, la residenza preferita della madre, essa morì di vaiolo all'età di diciannove anni. In occasione della sua morte lo scrittore francese Matthieu Marais scrisse al presidente Bouhier:

## Titoli nobiliari
- 18 dicembre 1714 – 21 maggio 1734: "Sua Altezza Serenissima" Mademoiselle de Beaujolais

## Antenati
|                                       |                       |                                   | Genitori                              |  |  | Nonni |  |  | Bisnonni              |  |  | Trisnonni            |  |
|                                       |                       |                                   |                                       |  |  |       |  |  | Luigi XIII di Francia |  |  | Enrico IV di Francia |  |
|                                       |                       |                                   |                                       |  |  |       |  |  | Luigi XIII di Francia |  |  | Enrico IV di Francia |  |
|                                       |                       | Maria de' Medici                  |                                       |  |  |       |  |  | Luigi XIII di Francia |  |  |                      |  |
| Filippo I di Borbone-Orléans          |                       |                                   |                                       |  |  |       |  |  | Luigi XIII di Francia |  |  |                      |  |
|                                       |                       | Anna d'Asburgo                    | Filippo III di Spagna                 |  |  |       |  |  |                       |  |  |                      |  |
|                                       |                       | Anna d'Asburgo                    | Filippo III di Spagna                 |  |  |       |  |  |                       |  |  |                      |  |
|                                       |                       | Anna d'Asburgo                    | Margherita d'Austria-Stiria           |  |  |       |  |  |                       |  |  |                      |  |
| Filippo II di Borbone-Orléans         |                       | Anna d'Asburgo                    |                                       |  |  |       |  |  |                       |  |  |                      |  |
|                                       |                       | Carlo I Luigi del Palatinato      | Federico V Elettore Palatino          |  |  |       |  |  |                       |  |  |                      |  |
|                                       |                       | Carlo I Luigi del Palatinato      | Federico V Elettore Palatino          |  |  |       |  |  |                       |  |  |                      |  |
|                                       |                       | Carlo I Luigi del Palatinato      | Elisabetta Stuart                     |  |  |       |  |  |                       |  |  |                      |  |
| Elisabetta Carlotta del Palatinato    |                       | Carlo I Luigi del Palatinato      |                                       |  |  |       |  |  |                       |  |  |                      |  |
|                                       |                       | Carlotta d'Assia-Kassel           | Guglielmo V d'Assia-Kassel            |  |  |       |  |  |                       |  |  |                      |  |
|                                       |                       | Carlotta d'Assia-Kassel           | Guglielmo V d'Assia-Kassel            |  |  |       |  |  |                       |  |  |                      |  |
|                                       |                       | Carlotta d'Assia-Kassel           | Amalia Elisabetta di Hanau-Münzenberg |  |  |       |  |  |                       |  |  |                      |  |
| Filippa Elisabetta di Borbone-Orléans |                       | Carlotta d'Assia-Kassel           |                                       |  |  |       |  |  |                       |  |  |                      |  |
|                                       | Luigi XIII di Francia | Enrico IV di Francia              |                                       |  |  |       |  |  |                       |  |  |                      |  |
|                                       | Luigi XIII di Francia | Enrico IV di Francia              |                                       |  |  |       |  |  |                       |  |  |                      |  |
|                                       | Luigi XIII di Francia | Maria de' Medici                  |                                       |  |  |       |  |  |                       |  |  |                      |  |
| Luigi XIV di Francia                  | Luigi XIII di Francia |                                   |                                       |  |  |       |  |  |                       |  |  |                      |  |
|                                       |                       | Anna d'Asburgo                    | Filippo III di Spagna                 |  |  |       |  |  |                       |  |  |                      |  |
|                                       |                       | Anna d'Asburgo                    | Filippo III di Spagna                 |  |  |       |  |  |                       |  |  |                      |  |
|                                       |                       | Anna d'Asburgo                    | Margherita d'Austria-Stiria           |  |  |       |  |  |                       |  |  |                      |  |
| Francesca Maria di Borbone-Francia    |                       | Anna d'Asburgo                    |                                       |  |  |       |  |  |                       |  |  |                      |  |
|                                       |                       | Gabriel de Rochechouart-Mortemart | Gaspard de Rochechouart               |  |  |       |  |  |                       |  |  |                      |  |
|                                       |                       | Gabriel de Rochechouart-Mortemart | Gaspard de Rochechouart               |  |  |       |  |  |                       |  |  |                      |  |
|                                       |                       | Gabriel de Rochechouart-Mortemart | Louise de Maure                       |  |  |       |  |  |                       |  |  |                      |  |
| Françoise-Athénaïs di Montespan       |                       | Gabriel de Rochechouart-Mortemart |                                       |  |  |       |  |  |                       |  |  |                      |  |
|                                       |                       | Diane de Grandseigne              | Jean de Grandseigne                   |  |  |       |  |  |                       |  |  |                      |  |
|                                       |                       | Diane de Grandseigne              | Jean de Grandseigne                   |  |  |       |  |  |                       |  |  |                      |  |
|                                       |                       | Diane de Grandseigne              | Catherine de La Béraudière            |  |  |       |  |  |                       |  |  |                      |  |
|                                       |                       | Diane de Grandseigne              |                                       |  |  |       |  |  |                       |  |  |                      |  |